# Benedicte Wrensted

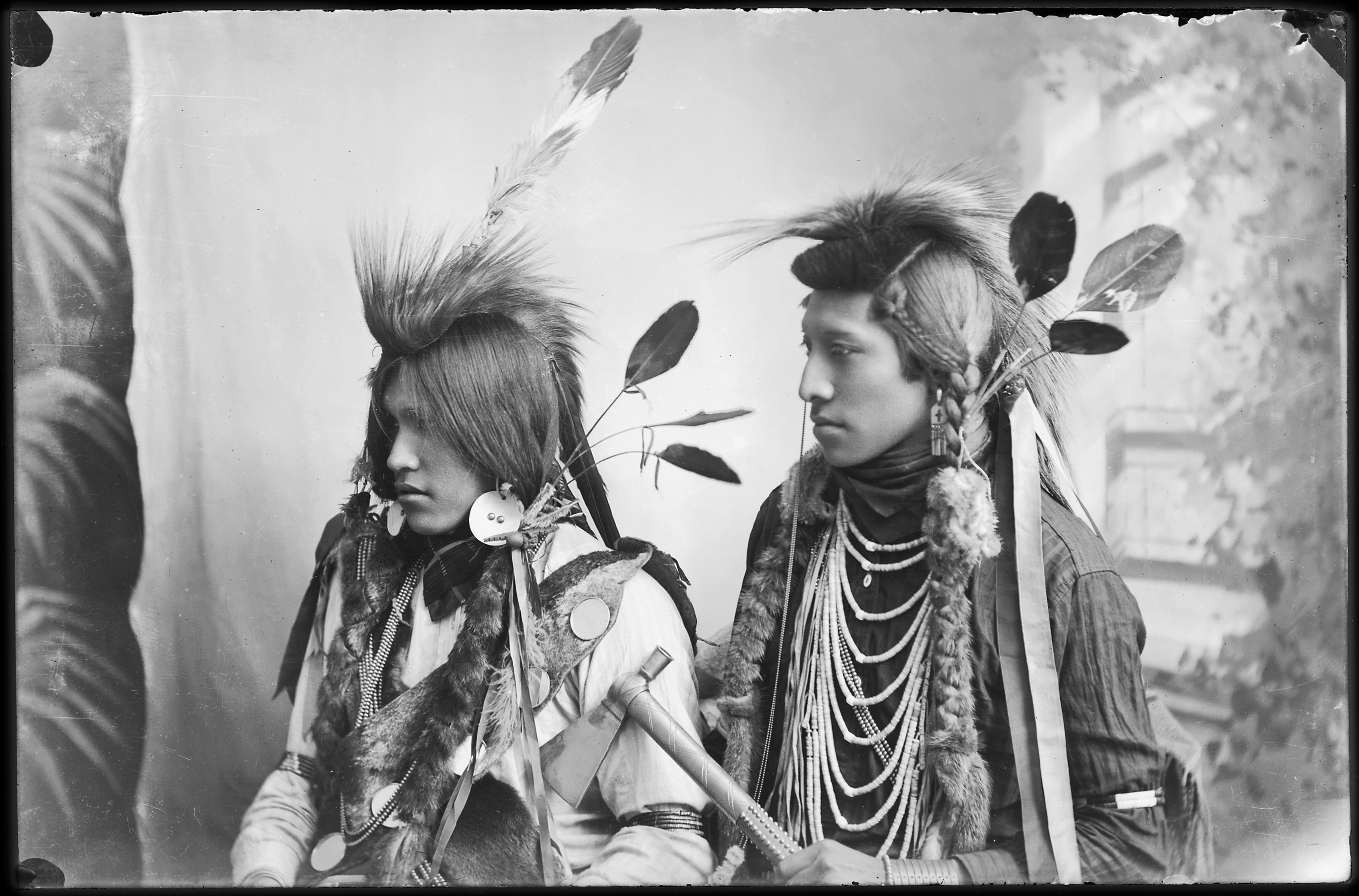
Domorodí obyvatelé Ameriky z jihovýchodního Idaho

Benedicte Marie Wrensted (10. února 1859 Hjørring Jutsko – 19. ledna 1949) byla významná dánská fotografka, která emigrovala do USA poté, co několik let provozovala portrétní studio v dánském Horsensu. Je známá především mnoha snímky domorodců Shoshone pořízených v Idaho.

## Život a dílo
Do USA emigrovala v roce 1894. Řemeslu se naučila od své tety z matčiny strany, Charlotte Borgenové, a nějakou dobu v 80. letech 19. století provozovala studio na Torvet čp. 8 v dánském městě Horsens. Velkou část své fotografické kariéry strávila ve svém ateliéru v Pocatello, malém městě v jihovýchodním Idaho, kde portrétovala místní obyvatele a zaznamenávala růst města. Jejím nejznámějším dílem jsou však její dokumentární fotografie původních Američanů kmene Šošonů v oblasti Velké pánve, které jsou považovány za velmi důležité antropologické materiály. Wrenstedová se stala americkou občankou v roce 1912, ve svých 53 letech a ve stejném roce ukončila svou kariéru fotografky. Mnoho z jejích indiánských snímků jsou uchovány v Instituci Smithsonian a Národním archivu NARA.

## Galerie

Domorodí obyvatelé Ameriky z jihovýchodního Idaho
Domorodí obyvatelé Ameriky z jihovýchodního Idaho
Domorodí obyvatelé Ameriky z jihovýchodního Idaho
Domorodí obyvatelé Ameriky z jihovýchodního Idaho
Domorodí obyvatelé Ameriky z jihovýchodního Idaho
Domorodí obyvatelé Ameriky z jihovýchodního Idaho